# Jacques Mereno Pontremoli
Jacques Mereno Pontremoli (Smirne, 1886 – Londra, 14 ottobre 1952) è stato un mercante, antiquario e designer turco, esponente dell'Arts and Crafts inglese, nonché Royal Warrant della regina d'Inghilterra Maria di Teck.

## Biografia
Jacques nacque a Smirne in Turchia nel 1886 dal ramo turco della famiglia sefardita italiana dei Pontremoli che ivi si era stabilita nel XVI secolo. A questo ramo appartengono famosi rabbini quali Benjamin Pontremoli e Hiyya Pontremoli. Nel 1890 si trasferì con la famiglia a Paddington, nel quartiere di Westminster di Londra.
Influenzato dall'attività mercantile di tessuti della famiglia, incominciò a dedicarsi alla progettazione e alla produzione di tappeti e tessuti seguendo i canoni dell'Arts and Crafts. A Paddington nel 1930 aprì un suo negozio, divenuto ben presto famoso, dove vendeva anche oggetti di antiquariato. Collaborò con la Royal College of Art, che gli commissionò vari lavori, oltre che con il noto designer William Haines e Josephine Styles. I suoi tappeti divennero famosi a livello internazionale tanto da ricevere dalla Regina d'Inghilterra Maria di Teck, sua assidua cliente, la prestigiosa onorificenza di Royal Warrant. Tra le commissioni principali emerge quella dell'Ambasciata italiana a Londra in Grosvenor Square, dove tutt'ora sono conservati alcuni suoi tappeti.
Morì nella sua casa londinese in Spring Street a Paddington. Il suo negozio, Pontremoli's è tuttora presente in Spring Street 11. Nell'ottobre 1989 un suo tappeto è stato comperato ad una asta a New York per 103 mila dollari.